# John Thompson (sociólogo)
John Brookshire Thompson  es catedrático de Sociología en la Universidad de Cambridge y miembro de la junta directiva del Jesus College, Cambridge. Ha estudiado la influencia de los medios de comunicación en la formación de las sociedades modernas. Uno de los temas claves en su trabajo es el papel de los medios de comunicación en la transformación del espacio y el tiempo en la vida social y la creación de nuevas formas de acción e interacción más allá de paradigmas temporales y espaciales. Fuertemente influido por la Hermenéutica, estudia la comunicación y sus usos ligados al contexto social. Otros temas clave en el trabajo de Thompson son: la transformación de la visibilidad, los medios de comunicación y la tradición y finalmente, la identidad y el proyecto simbólico.
Su primer grado lo obtuvo en el año en filosofía, sociología y antropología social en la Universidad Keele. Ha estudiado la influencia de los medios de comunicación
en la formación de las sociedades modernas.
En su libro "Ideología y cultura moderna", teoría crítica social en la comunicación de masas estudia la teoría como la ideología conlleva a la sociedad moderna. William Outhwaite de la Universidad de Sussexs dijo que la obra es “un trabajo pionero que sin duda se convertirá en uno de los textos fundamentales de la teoría de la ideología”. Thompson en su ensayo “La nueva visibilidad plantea las bases del estudio de los medios en la Universidad de Rhodes, mientras su libro "El escándalo político" está descrito por Amy Binder de la Universidad de Clemson como “excelente".

## Obra
Su libro Ideology and Mass Culture es un estudio de lo que significa la ideología en la sociedad moderna. Su obra sobresale por su reconocimiento de la importancia de la naturaleza y desarrollo de los medios de comunicación de masas.
- Ideología y cultura moderna, teoría critica social en la comunicación de masas, UAM Xochimilco, México, 1993
- Los medios y la modernidad: una teoría de los medios de comunicación. Paidós, Barcelona, 1998
- El escándalo político. Paidós, Barcelona, 2001

## Cuestionando “la comunicación de masas” y su significado.
Thompson en su obra: “Medios y modernidad” rompe con el término comunicación de masas y cuestiona si es aplicable en el entorno mediático en la actualidad. Primeramente destaca el uso de la palabra “masa” y asegura que la mayoría de los medios de comunicación de la actualidad no están producidos para las masas, sino que se producen para los mercados de nicho. El término “masa” es especialmente engañoso. Evoca la imagen de una vasta audiencia que comprende miles o incluso millones de individuos. Esto puede ser una imagen precisa en el caso de algunos productos de los medios de comunicación como periódicos, películas y programas de televisión.
Thompson después habla sobre el uso de la palabra “comunicación” y como la masa de comunicación a menudo es “en un solo sentido. Contrasta esto con la comunicación cara a cara y con el proceso de doble vía que tiene lugar cuando la gente habla entre sí. Thompson tiene la creencia de que en la era de la tecnología digital, ciertos términos como la “comunicación mediática” o “los medios de comunicación no son términos completamente adecuados.
Thompson en los medios y la modernidad plantea cinco características clave para explicar la comunicación de masas.
La primera característica que da son los medios técnicos e institucionales de producción y difusión, lo que significa que el “desarrollo de la comunicación de masas es inseparable del desarrollo de las industrias de los medios”. En segundo lugar destaca lo que él denomina la mercantilización de las formas simbólicas que puede someterse en dos formas de valorización: información que tiene valor económico e información de valor simbólico.
La tercera característica es que los institutos de comunicación de masas
son un puente estructurado entre la producción de formas simbólicas y su recepción, lo que significa que el contenido no se produce en el mismo lugar y hora que cuando el público lo recibe. Thompson va más allá de destacar algunas implicaciones de estas características, lo siguiere debido a que esta ruptura de productores mediáticos se ven privados de las reacciones que tienen los espectadores y esto altera la retroalimentación que reciben.  Además los productores de los medios de comunicación no pueden obtener la interpretación que tiene la audiencia de su mensaje, el público y los productores quedan desiguales en este proceso de intercambio simbólico.
La cuarta característica expuesta es que la comunicación de masas se extiende en la disponibilidad de las formas simbólicas en el espacio y tiempo, se examinan diferentes contextos en que se produce el mensaje recibido. Lo que nos lleva a la quinta característica de la comunicación de masa, que implica la circulación publica de las formas simbólicas, en este punto se examinan la disponibilidad y
el acceso que hay a los medios de comunicación, en una pluralidad de
destinatarios y la difuminación de dominios públicos y privados.